# Everyone's Out to Get Me
Everyone's Out to Get Me è il secondo album in studio dei Get Scared, pubblicato l'11 novembre 2013 ed il primo album ad essere sotto etichetta Fearless Records.

## Tracce
1. Told Ya So – 3:31
2. For You – 3:40 (Get Scared, Ronnie Radke)
3. My Nightmare – 3:54
4. Badly Broken – 3:23
5. At My Worst – 4:39
6. Get Out While You Can – 3:41
7. God Damn Liar – 3:09
8. Us In Motion – 4:02
9. Cunning, Not Convincing – 3:26
10. The Strangest Stranger – 3:36
11. Stumbling In Your Footsteps – 4:01
12. When We Were Strong – 3:46

## Formazione
- Nicholas Matthews - voce
- Johnny Braddock - chitarra solista, voce
- Bradley "Lloyd" Iverson - basso, voce
- Dan Juarez - batteria, percussioni